# Reynaldo Soares da Fonseca
Reynaldo Soares da Fonseca (São Luís, 28 de novembro de 1963) é um magistrado brasileiro, atual ministro do Superior Tribunal de Justiça (STJ).

## Carreira
Fonseca graduou-se bacharel em direito pela Universidade Federal do Maranhão (UFMA) em 1985, e na mesma universidade cursou especialização em direito constitucional. Concluiu, também, especialização em direito penal e direito processual penal na Universidade de Brasília (UnB), mestrado em direito público na Pontifícia Universidade Católica de São Paulo (PUC-SP), doutorado em direito constitucional na Faculdade Autônoma de Direito de São Paulo (FADISP) e pós-doutorado em democracia e direitos humanos na Universidade de Coimbra, Portugal.
Iniciou a carreira jurídica como servidor do Tribunal de Justiça do Maranhão, de 1982 a 1985, e da Justiça Federal no Maranhão, de 1985 a 1986. Foi procurador do Estado do Maranhão de 1986 até 1992, quando foi aprovado nos concursos públicos para os cargos de procurador do Distrito Federal, para o qual foi nomeado mas não tomou posse, e juiz de direito do Distrito Federal e Territórios, função que exerceu de 1992 até o ano seguinte, quando foi aprovado para o cargo de juiz federal da primeira região. Em 2009, foi promovido ao Tribunal Regional Federal da 1ª Região.
Em 2015, foi nomeado para o cargo de ministro do STJ, em vaga destinada a membro de Tribunal Regional Federal. A indicação foi aprovada pelo Senado Federal com 56 votos favoráveis e 3 contrários. Tomou posse no dia 26 de maio.
Em 2017, foi um dos cotados para o cargo de ministro do Supremo Tribunal Federal.